# 1997 FX3
1997 FX3 är en asteroid i huvudbältet som upptäcktes den 31 mars 1997 av LINEAR i Socorro County, New Mexico.
Asteroiden har en diameter på ungefär 5 kilometer.